# Ilse Kleberger
Ilse Kleberger, geborene Krahn (* 22. März 1921 in Potsdam; † 2. Januar 2012 in Berlin) war eine deutsche Ärztin und Schriftstellerin.

## Leben
Ilse Kleberger besuchte Schulen in Burgstädt (Sachsen), Potsdam, Berlin-Schlachtensee, Berlin-Friedenau und Schneidemühl. In Schneidemühl machte sie ihr Abitur.
Sie leistete Kriegshilfsdienst bei einem Bauern in Pommern und richtete einen deutschen Kindergarten in der deutsch-polnischen Stadt Margonin ein. Statt ihren Wunsch zu verfolgen, Journalistin zu werden, studierte sie Medizin in Berlin, Greifswald und Tübingen und wurde deshalb vom Reichsarbeitsdienst befreit. Noch während des Krieges zog sie dann von Potsdam nach Berlin-Nikolassee und Wannsee. Im Anschluss ihres 1946 mit dem Staatsexamen abgeschlossenen Medizinstudiums arbeitete sie in der chirurgischen Klinik Berlin-Nikolassee und später auch in Wannsee. 1949 heiratete sie den Augenarzt und späteren Professor der Augenheilkunde Eberhard Kleberger. 1950 promovierte Ilse Kleberger zum Dr. med. und gebar im gleichen Jahr ihre Tochter Andrea. Bis 1977 führte sie eine eigene allgemeinmedizinische Praxis, um sich dann ausschließlich ihrer schriftstellerischen und journalistischen Tätigkeiten zu widmen. 
Ilse Kleberger überlebte ihren Ehemann um 20 Jahre. Sie starb am 2. Januar 2012 im Alter von 90 Jahren in Berlin, wo sie bis zu ihrem Tod gewohnt hatte. Die Beisetzung erfolgte auf dem Evangelischen Kirchhof Nikolassee.

## Wirken
Ihre ersten Gedichte erschienen 1948 im Wedding-Verlag in der Anthologie „Junges Berlin“. Ab den 1950ern schrieb Ilse Kleberger Lyrik, Reise-Feuilletons und schließlich Kinderbücher, von denen die ersten noch an die Tochter und zwei Neffen adressiert waren. Ab 1980 verfasste Kleberger  Jugendromane, darunter eine Reihe von Biografien u. a. über Käthe Kollwitz (Eine Gabe ist eine Aufgabe), Ernst Barlach (Der Wanderer im Wind), Bertha von Suttner (Die Vision vom Frieden) und Albert Schweitzer (Das Symbol und der Mensch).
Ihre Bücher wurden übersetzt ins Dänische, Englische, Französische, Italienische, Polnische, Niederländische, Tschechische,  Hebräische, Japanische und Chinesische. Die Gesamtauflage ihrer Oma-Kinderbuchreihe erreichte über 4 Millionen Exemplare. In ihren letzten Jahren arbeitete Ilse Kleberger bei der Zeitzeugenbörse mit.

## Auszeichnungen
- 1980: In der Bestliste des Deutschen Jugendliteraturpreises mit Eine Gabe ist eine Aufgabe. Käthe Kollwitz
- 1990: Das goldene Taschenbuch des Verlages Ravensburger für Überschreitung der Millionengrenze von den Büchern um Unsere Oma
- 1994: 1. Preis im Lyrikwettbewerb der Stadt Benevento (Italien) für das Gedicht Beschwörung des Aetna

## Publikationen

### Prosa/Romane
- Wein auf Lava. Klopp, Berlin 1966.

### Kinder- und Jugendliteratur

#### Kinderbücher
- Mit dem Leierkasten durch Berlin. Gezeichnet von Ute Köhler-Clavignet. Klopp, Berlin 1961.
- Wolfgang mit dem Regenschirm. Mit 16 Zeichnungen von Kurt Wendlandt. Rascher, Zürich 1961.
- Mit Dudelsack und Flöte. Gezeichnet von Gerhard Wendlandt. Klopp, Berlin 1962.
- Jannis, der Schwammtaucher. Gezeichnet von Susanne Stolzenberg. Klopp, Berlin 1965.
- Keine Zeit für Langeweile. Trostbuch für kranke Kinder. Bilder von Rolf und Margret Rettich. Schaffstein, Dortmund 1975, ISBN 3-588-00155-7.
- Berlin unterm Hörrohr. Mit Zeichnungen von Kossatz. Arani, Berlin 1976, ISBN 3-7605-9003-9.
- Damals mit Kulicke. Vom Luftschutzkeller bis zum schwarzen Markt. Mit Zeichnungen von Kossatz. Arani, Berlin 1978, ISBN 3-7605-8532-9.
- Erzähl mir von Melong. Geschichten über Kinder aus fremden Ländern. Illustrationen von Jub Mönster. Patmos, Düsseldorf 1992, ISBN 3-491-38032-4.
- Hoppla, jetzt kommt Beppo! Umschlagzeichnungen und Illustrationen von Frauke Trojahn. Edition Fantasia Mundi, Hagen 2004, ISBN 3-9809582-2-1.

##### „Oma“-Reihe
- Unsere Oma. Illustrationen von Hans Behrens, Klopp, Berlin 1964.
- Ferien mit Oma. Klopp, Berlin 1967.
- Villa Oma. Graphische Gesamtausstattung von Hans Behrens. Klopp, Berlin 1972, ISBN 3-7817-7107-5.
- Keine Zeit für Langeweile. Ein Spiel- und Lesebuch. Illustrationen von Rolf Rettich und Margret Rettich, dtv junior Taschenbuch, München 1979, ISBN 3-423-07345-4.
- 2:0 für Oma. Illustrationen von Marina Schnurre. Klopp, Berlin 1979, ISBN 3-7817-7108-3.
- Spass mit Oma. Maier, Ravensburg 1993, ISBN 3-473-51882-4.

Bearbeitungen fürs Theater
- Die Auswanderung. Heitere Szenen mit einer aussergewöhnlichen Oma, (s. a. Keine Zeit für Langeweile. Ein Spiel- und Lesebuch) Deutscher Theaterverlag, Weinheim (Bergstrasse) 1975, ISBN 3-7695-1400-9.
- Oma und der Einbrecher. Eine ungewöhnliche Methode, einen Einbruch zu verhindern. Deutscher Theaterverlag, Weinheim (Bergstrasse) 1976, ISBN 3-7695-0527-1.

#### Jugendromane
- Wir sind alle Brüder. Im Zeichen des Roten Kreuzes. Klopp, Berlin 1969.
- Verliebt in Sardinien. Eulen-Verlag, Stuttgart 1976, ISBN 3-7260-0131-X.
- Der große Entschluss. Eulen-Verlag, Stuttgart 1977, ISBN 3-7260-0145-X.
- Münchhausen in Florenz. Ludwig, Pfaffenhofen 1981, ISBN 3-7787-2038-4.
- Ich grüsse Euch, so viel ich kann! Briefe von Kindern und Jugendlichen aus 323 Jahren. Bläschke, Sankt Michael 1984, ISBN 3-7053-2234-6.
- Christine, 15: „Hinter der Fassade“. Maier, Ravensburg 1986, ISBN 3-473-51587-6.
- Schwarzweisskariert. Schwarze Haut – weisses Feeling: Jane sucht ihre Identität. Herder, Freiburg im Breisgau 1989, ISBN 3-451-21545-4.
- Wo liegt Eden? Herder, Freiburg im Breisgau 1990, ISBN 3-451-21677-9.
- Pietro und die goldene Stadt. Roman aus der Renaissance. Klopp, Berlin 1993, ISBN 3-7817-7114-8.
- Die Vertreibung der Götter. Roman aus dem Alten Ägypten'. Cornelia Goethe Literaturverlag, Frankfurt am Main 2003, ISBN 3-8267-5337-2.

##### Biografien
- Eine Gabe ist eine Aufgabe. Käthe Kollwitz. Klopp, Berlin 1980, ISBN 3-7817-7109-1.
- Preusse, Bürger und Genie: Adolph Menzel. Klopp, Berlin 1981, ISBN 3-7817-7110-5.
- Die Nachtstimme. Vom Ende der Einsamkeit. F. Schneider, München 1982, ISBN 3-505-08239-2.
- Der Wanderer im Wind: Ernst Barlach. Klopp, Berlin 1984, ISBN 3-7817-7111-3.
- Die Vision vom Frieden - Bertha von Suttner. Klopp, Berlin 1985, ISBN 3-7817-7112-1.
- Albert Schweitzer. Das Symbol und der Mensch. Klopp, Berlin 1989, ISBN 3-7817-7113-X.
- Der eine und der andre Traum. Die Lebensgeschichte des Heinrich Vogeler. Beltz und Gelberg, Weinheim 1991, ISBN 3-407-80696-5.

#### Herausgeberschaften
- Wirf mir den Ball zurück, Mitura! Mit Illustrationen von Helme Heine. Schaffstein, Dortmund 1978, ISBN 3-588-00012-7.

### Sachbücher
- Unser Kind wird gesund. Praktische Hilfe bei Krankheiten. Illustrationen von Gerlinde Doerfler. F. Schneider, München 1966.